# Лоренц, Иван Леопольдович
Ива́н Леопо́льдович Ло́ренц (2 октября 1890, Лодзь — 28 июля 1941) — советский дипломат.

## Биография
Член РКП(б) с 1919 года. Окончил юридический факультет Петербургского университета (1913) и Михайловское артиллерийское училище (1915).
- В 1913—1915 годах — помощник присяжного поверенного.[1]
- В 1915—1917 годах — служба в русской армии, поручик.
- С декабря 1917 по март 1918 года — прикомандирован к советской делегации на переговорах о заключении Брест-Литовского мирного договора.
- С марта по апрель 1918 года — уполномоченный НКИД РСФСР в Петрограде.
- С апреля по ноябрь 1918 года — секретарь полпредства РСФСР в Германии.
- С ноября по декабрь 1918 года — сотрудник центрального аппарата НКИД РСФСР.
- В 1919—1920 годах — военком артиллерии 15-й армии Западного фронта.
- В 1920 году — сотрудник центрального аппарата НКИД РСФСР.
- В 1920 году — старший секретарь делегации РСФСР на мирных переговорах с Литвой, Латвией и Финляндией.
- В 1921—1923 годах — 1-й секретарь, советник полпредства РСФСР в Польше.
- С 29 августа 1923 по 9 июля 1925 года — полномочный представитель СССР в Литве[2].
- С 9 июля 1925 по 6 июля 1927 года — полномочный представитель СССР в Финляндии[3].
- С 24 февраля 1927 по 14 сентября 1929 года — полномочный представитель СССР в Латвии[4].
- В 1929 году — 1-й секретарь полпредства СССР в Германии.
- В 1930—1931 годах — руководитель группы по педагогике Сектора науки Народного комиссариата просвещения РСФСР.
- В 1931—1935 годах — сотрудник Народного комиссариата внешней торговли СССР.
- С 17 марта 1935 по 30 сентября 1938 года — полномочный представитель СССР в Австрии[5].

Арестован 15 октября 1939 года. 7 июля 1941 года за «участие в контрреволюционной террористической организации и шпионаж» приговорён Военной коллегией Верховного суда СССР к смертной казни. Расстрелян 28 июля 1941 года и похоронен на «Коммунарке». Реабилитирован 25 апреля 1956 года.